# Люмино-кинетическое искусство
Люмино-кинетическое искусство — это поджанр в контексте более устоявшегося историко-художественного термина «кинетическое искусство», которое, в свою очередь, является направлением медиаискусства.
Историк искусства Фрэнк Поппер рассматривает эволюцию этого вида искусства как свидетельство «эстетической озабоченности, связанной с технологическим прогрессом» и отправной точкой в контексте высокотехнологичного искусства. Ласло Мохой-Надя (1895—1946), члена Баухауза, находящегося под влиянием конструктивизма, принято считать одним из отцов люмино-кинетического искусства. Световая скульптура и движущаяся скульптура — это составляющие его «Light-Space Modulator» (1922—1930), одного из первых произведений светового искусства, которое также объединяет кинетическое искусство.
Множественное происхождение самого термина включает свет и движение, что подчёркивается в его названии. Один из первых кинетических художников Николя Шеффер в 1950-х годах создал стены из света, призм и видео схем. Художник и инженер Френк Малина придумал систему освещения Lumidyne (CITE), и его работа «Tableaux mobiles» (движущиеся картины) является примером люмино-кинетического искусства того времени. Позже художник Нино Калос работал с термином «Люмино-кинетическая живопись». Художник Георгий Кепес также экспериментировал в жанре люмино-кинетического искусства. Эллиса Д Фогга ассоциируют с термином «люмино-кинетический скульптор». В 1960-х годах работы в жанре люмино-кинетического искусства были показаны на различных выставках, в частности на «Kunst-Licht-Kunst» в музее «Stedelijk Van Abbemuseum» в Эйндховене в 1966 году, и «Lumière et mouvement» в Музее современного искусства Парижа в 1967 году.
Люмино-кинетическое искусство в конце 1960-х годов также приписывали к оп-арту, потому что движущиеся огни были захватывающими и психоделическими.
Фрэнк Поппер рассматривает его как художественно-исторический термин в контексте кинетического искусства; он заявляет, что "после начала 70-х годов не было никакого люмино-кинематического искусства, оно предшествует другим современным кибернетическим, роботизированным, новым медиаискусствам и ограничено очень небольшим числом (мужчин) европейских художников-авангардистов (часть движения «Новые тенденции»).